# Walter Bartholomäus
Walter Bartholomäus (* 30. März 1983 in Wien) ist ein österreichischer Eishockeytorwart, der seit 2009 für den EK Zell am See in der Nationalliga spielt.

## Karriere
Bartholomäus begann seine Karriere im Nachwuchs des CE Wien, wechselte aber schon als Jugendlicher zum EK Zell am See, wo er zu seinem Bundesliga-Debüt kam. Nach zwei Jahren wechselte er zurück nach Wien, jedoch nicht zum WEV, sondern zu den Vienna Capitals. In den folgenden Jahren wechselte er zwischen den Capitals und den EC Graz 99ers hin und her, in der Saison 2006/07 absolvierte er zudem elf Spiele für die New Mexico Scorpions in der nordamerikanischen Central Hockey League. Nachdem er in der Saison 2007/08 von den Vienna Capitals immer wieder ins Farmteam EHC Team Wien geschickt wurde, entschied er sich zur Spielzeit 2008/09 zum Wechsel zur VEU Feldkirch, mit der er jedoch im Halbfinale gegen den EHC Lustenau scheiterte. Seit der Spielzeit 2009/10 ist er für den neugegründeten Verein EK Zeller Eisbären, dem Nachfolger des EK Zell am See, tätig. 
Insgesamt bestritt Bartholomäus 89 Bundesliga-Spiele, in der Saison 2003/04 hatte er die besten Torhüter-Statistiken der Liga. Für Österreich nahm er außerdem an jeweils zwei U20- und U18-Junioren-Weltmeisterschaften teil.

## Erfolge und Auszeichnungen
- 2004 Höchste Fangquote und geringster Gegentorschnitt der EBEL-Hauptrunde

## Karrierestatistik

### Hauptrunde
| Saison  | Team                 | Liga         | GP | W  | L  | T | MIP  | GA | GAA  | SVS | SVS%  | SO | G | A | PIM |
| ------- | -------------------- | ------------ | -- | -- | -- | - | ---- | -- | ---- | --- | ----- | -- | - | - | --- |
| 2001/02 | EK Zell / See        | ÖEHL         | 6  | –  | –  | – | 207  | 17 | 4.93 | 90  | 84.11 | 0  | 0 | 0 | 0   |
| 2002/03 | EV Vienna Capitals   | ÖEHL         | 7  | –  | –  | – | 259  | 20 | 4.63 | 132 | 86.84 | 0  | 0 | 0 | 0   |
| 2003/04 | EV Vienna Capitals   | ÖEHL         | 17 | 11 | 4  | 1 | 939  | 33 | 2.11 | 445 | 93.10 | 3  | 0 | 0 | 0   |
| 2004/05 | EC Graz 99ers        | ÖEHL         | 11 | 3  | 6  | 0 | 583  | 34 | 3.50 | 310 | 90.12 | 0  | 0 | 0 | 2   |
| 2005/06 | EV Vienna Capitals   | ÖEHL         | 30 | –  | –  | – | 1634 | 79 | 2.90 | 885 | 91.80 | 1  | 0 | 3 | 2   |
| 2006/07 | New Mexico Scorpions | CHL          | 11 | 2  | 6  | 1 | 570  | 37 | 3.89 | 244 | 86.83 | 0  | 0 | 0 | 0   |
| 2006/07 | EC Graz 99ers        | ÖEHL         | 16 | 2  | 12 | 1 | 903  | 67 | 4.45 | 503 | 88.25 | 0  | 0 | 0 | 0   |
| 2007/08 | EV Vienna Capitals   | ÖEHL         | 5  | 1  | 1  | 2 | 264  | 8  | 1.82 | 127 | 94.07 | 0  | 0 | 0 | 0   |
| 2007/08 | EHC Team Wien        | Nationalliga | 25 | 7  | 14 | 4 | 1423 | 89 | 3.75 | 762 | 89.54 | 0  | 0 | 0 | 12  |
| 2008/09 | VEU Feldkirch        | Nationalliga | 14 | 6  | 4  | 2 | 740  | 40 | 3.24 | 335 | 89.33 | 0  | 0 | 0 | 2   |
| 2009/10 | EK Zeller Eisbären   | Nationalliga | 21 | 4  | 10 | 4 | 1035 | 71 | 4.12 | 542 | 88.42 | 0  | 0 | 0 | 0   |
| 2010/11 | EK Zeller Eisbären   | Nationalliga | 30 | 12 | 17 | 1 | 1811 | 99 | 3.28 | 975 | 90.78 | 0  | 0 | 0 | 0   |

### Playoffs
| Saison  | Team               | Liga         | GP | W | L | T | MIP | GA | GAA  | SVS | SVS%  | SO | G | A | PIM |
| ------- | ------------------ | ------------ | -- | - | - | - | --- | -- | ---- | --- | ----- | -- | - | - | --- |
| 2001/02 | EK Zell / See      | ÖEHL         | 0  | 0 | 0 | 0 | 0   | 0  | 0.00 | 0   | 0.00  | 0  | 0 | 0 | 0   |
| 2005/06 | EV Vienna Capitals | ÖEHL         | 2  | 0 | 2 | 0 | 120 | 8  | 4.00 | 67  | 89.33 | 0  | 0 | 0 | 0   |
| 2008/09 | VEU Feldkirch      | Nationalliga | 8  | 4 | 2 | 2 | 500 | 25 | 3.00 | 208 | 89.27 | 0  | 0 | 0 | 0   |
| 2009/10 | EK Zeller Eisbären | Nationalliga | 2  | 0 | 1 | 0 | 77  | 10 | 7.83 | 39  | 79.59 | 0  | 0 | 0 | 0   |
| 2010/11 | EK Zeller Eisbären | Nationalliga | 4  | 1 | 3 | 0 | 238 | 18 | 4.54 | 134 | 88.16 | 0  | 0 | 0 | 0   |

### International
| Saison | Team         | Liga            | GP | W | L | T | MIP | GA | GAA  | SVS | SVS%  | SO | G | A | PIM |
| ------ | ------------ | --------------- | -- | - | - | - | --- | -- | ---- | --- | ----- | -- | - | - | --- |
| 2000   | Team Austria | U-18 WM, Div. B | 1  | 0 | 1 | 0 | 60  | 2  | 2.00 | 21  | 91.30 | 0  | 0 | 0 | 0   |
| 2001   | Team Austria | U-18 WM, Div. B | 5  | 2 | 0 | 3 | 300 | 9  | 1.80 | 119 | 92.97 | 2  | 0 | 0 | 0   |
| 2002   | Team Austria | U-20 WM         | 3  | – | – | – | 69  | 1  | 0.87 | 20  | 95.24 | 0  | 0 | 0 | 0   |
| 2003   | Team Austria | U-20 WM         | 3  | – | – | – | 150 | 4  | 1.60 | 60  | 93.75 | 0  | 0 | 0 | 0   |